# Руткі-Коссакі
Руткі-Коссакі (пол. Rutki-Kossaki) — село в Польщі, у гміні Рутки Замбровського повіту Підляського воєводства.
Населення — 1337 осіб (2011).
У 1975-1998 роках село належало до Ломжинського воєводства.

## Демографія
Демографічна структура станом на 31 березня 2011 року:
|          | Загалом | Допрацездатний вік | Працездатний вік | Постпрацездатний вік |
| -------- | ------- | ------------------ | ---------------- | -------------------- |
| Чоловіки | 688     | 136                | 484              | 68                   |
| Жінки    | 649     | 136                | 395              | 118                  |
| Разом    | 1337    | 272                | 879              | 186                  |